# Jure Bogdan
Jure Bogdan (Donji Dolac, 9. studenog 1955.) prelat je Katoličke Crkve i drugi vojni ordinarij u Republici Hrvatskoj. Prije toga služio je kao rektor Papinskoga hrvatskog zavoda sv. Jeronima u Rimu.

## Životopis
Osnovnu školu završio je u rodnome mjestu, a gimnaziju u Nadbiskupskom sjemeništu u Splitu. Filozofsko-teološki studij završio je također u Splitu. Za svećenika Splitsko-makarske nadbiskupije zaređen je 22. lipnja 1980. u splitskoj prvostolnici.
Bio je župni vikar u Metkoviću u župi sv. Nikole do kolovoza 1984. te potom do rujna 1992. duhovnik u Nadbiskupskom sjemeništu u Splitu. U jesen 1992. odlazi na studij pastoralne teologije na Papinskome lateranskom sveučilištu u Rimu gdje je u listopadu 1994. magistrirao pod vodstvom prof. Marcella Semeraroa, danas biskupa u Albanu pokraj Rima.
Obranio je na Papinskom Lateranskom sveučilištu u Rimu 23. lipnja 1999. godine, doktorsku tezu. Naslov doktorske disertacije koju je izradio pod vodstvom prof. Michaela Fussa je "Univerzalni život: izvorno kršćanstvo ili nova objava? Teološko-pastoralna prosudba".
Papa Franjo imenovao ga je novim biskupom – vojnim ordinarijem u Republici Hrvatskoj, 30. studenoga 2015. Do tada je bio rektor Papinskoga hrvatskog zavoda sv. Jeronima u Rimu. Dana 27. veljače 2016. zaređen je za vojnog ordinarija u RH. Glavni zareditelj bio je mons. Marin Barišić, nadbiskup splitsko-makarski i metropolit, a suzareditelji kardinal Josip Bozanić, zagrebački nadbiskup i metropolit te mons. Juraj Jezerinac, dotadašnji vojni biskup. Za geslo je uzeo Sve na veću slavu Božju (lat. Ad maiorem Dei gloriam).

## Vanjske poveznice
- Mons. Jure Bogdan: Ime Alojzija Stepinca simbol je konačne pobjede nad silama zla  Arhivirana inačica izvorne stranice od 22. prosinca 2015. (Wayback Machine)

| Titule u Katoličkoj Crkvi  | Titule u Katoličkoj Crkvi   | Titule u Katoličkoj Crkvi |
| -------------------------- | --------------------------- | ------------------------- |
| prethodnik Juraj Jezerinac | vojni ordinarij 2015.–danas | nasljednik                |